# Енево (област Шумен)
 За другото българско село вижте Енево (Област Добрич).  
Енево е село в Североизточна България. То се намира в община Нови пазар, област Шумен.

## География
Селото се намира на около 2-3 km източно от град Нови пазар. В близост до него преминава автомагистрала „Хемус“.

## История
Преобладава християнската религия. Православният храм в селото е построен през 1939 година и носи името „Св. св. Кирил и Методий“. Свещеник на селото е ик. Димо Костов от гр. Нови пазар.

## Население
Численост на населението според преброяванията през годините:
| \| Година на преброяване \| Численост \| \| --------------------- \| --------- \| \| 1934 \| 684 \| \| 1946 \| 707 \| \| 1956 \| 662 \| \| 1965 \| 530 \| \| 1975 \| 556 \| \| 1985 \| 463 \| \| 1992 \| 443 \| \| 2001 \| 460 \| \| 2011 \| 390 \| \| 2021 \| 274 \| |           |
| Година на преброяване | Численост |
| 1934 | 684       |
| 1946 | 707       |
| 1956 | 662       |
| 1965 | 530       |
| 1975 | 556       |
| 1985 | 463       |
| 1992 | 443       |
| 2001 | 460       |
| 2011 | 390       |
| 2021 | 274       |

### Етнически състав

#### Преброяване на населението през 2011 г.
Численост и дял на етническите групи според преброяването на населението през 2011 г.:
|                     | Численост | Дял (в %) |
| Общо                | 390       | 100.00    |
| Българи             | 248       | 63.58     |
| Турци               | 3         | 0.76      |
| Цигани              | 114       | 29.23     |
| Други               | ?         | ?         |
| Не се самоопределят | ?         | ?         |
| Неотговорили        | 19        | 4.87      |

## Културни и природни забележителности
В непосредствена близост до селото се намира местността Елеме-природен парк.
В началото на месец май се провежда традиционният фолклорен фестивал "Еньовски ритми", който посреща участници от цялата североизточна област на страната. 

## Редовни събития
Съборът на селото е на 24 май.
Храмов празник на 11 Май.

## Галерия
- Храм „Св. св. Кирил и Методий“
- В църквата